# Cleora menanaria
Cleora menanaria là một loài bướm đêm trong họ Geometridae.